# 柳葉敏郎の昭和をご唱和願います
『柳葉敏郎の昭和をご唱和願います』（やなぎばとしろうのしょうわをごしょうわねがいます）はエフエム秋田で放送されているラジオ番組。

## 番組概要
大仙市出身・在住の俳優、柳葉敏郎と柳葉とゴルフ番組等で親交のある羽後町出身のローカルタレント、石垣政和と共に熱いトークを繰り広げる男気情熱トークバラエティ番組。

## 出演者
- 柳葉敏郎 - メインパーソナリティ
- 石垣政和

## 番組コーナー
柳葉敏郎の人生上等博覧会
人生の悩みについて柳葉が独自の見解で回答。
歌は世につれ、世は歌につれ、昭和のじじい（時事）放談
昭和の流行歌を時代背景や逸話を交えながら1曲紹介。